# Alain (prénom)
Pour les articles homonymes, voir Alain.
Alain est un prénom français.

## Étymologie
Les origines du nom Alain sont discutées. Il pourrait venir du latin Alanus. Ce prénom latin est attesté en Armorique dès le VIe siècle et pourrait être issu du breton Alan, utilisé comme prénom dynastique en Bretagne.
Le nom Alain pourrait également provenir du patronyme Alain ou Allain, lui-même issu du nom du peuple scythique et ainsi probablement originaire du pays des Alains, dans le Caucase, dont l’Ossétie ou Alanie est l’avatar actuel : les Ossètes d’aujourd’hui, qui vivent de part et d’autre du Passe de Darial ou Dar-i-Alan, la « passe des Alains », se présentent comme les descendants directs des Alains, qui étaient des cavaliers nomades apparentés aux Sarmates et très proches des Iazyges, des Roxolans et des Taïfales, dont un groupe s'installe dans la région de la Loire au début du Ve siècle, où ils se seraient confondus avec des Bretons.
Son étymologie pourrait être indo-européenne, issue de alun qui signifie beau, harmonieux ou celte (s'agissant plus spécifiquement du prénom) : le nom viendrait du gallois et signifierait cerf, faon.

## Variantes linguistiques
- Ἄλαινος (Alaïnos), forme grecque ancienne.
- Alaenus, forme latinisée du grec Ἄλαινος (se trouve dans la traduction de l'Alexandra de Lycophron, XVIe siècle).
- Alanus, forme en latin médiéval.
- Alain, en allemand, français.
- Alen, forme du prénom en Bosniaque, Langues slaves.
- Alan, en anglais, polonais, slovaque, kurde.
- Alan, forme du prénom en langue bretonne.
- Alano, forme du prénom en langue Italienne, espagnole ou espéranto.
- Ailin, forme du prénom en langue Irlandaise.
- Alen, forme du prénom en langue Poitevine.
- Adelino, forme du prénom en langue portugaise.

| Masculin - forme courante : Alain - forme courante bosniaque : Alen - formes bretonnes : Alanig - Lan - Lanig - formes celtiques : Alainn - Alane - Alayn - Aileann - Allain - formes écossaises : Allan - Allen - Aluinn - forme galloise: Alun - formes irlandaises : Ailin - Alani | Féminin - forme courante : Aline (bien que dérivant d'Adeline, féminin d'Adelin), Alaine - formes bretonnes : Alanez - Naig - Nezig - formes celtiques : Aalana - Alahna - Alain - Alainna - Alan - Alanah - Alane - Alania - Alanie - Alanis - Aleen - Allaina - Allainah - formes galloises : Alana - Elain - formes irlandaises : Ailina - Alaine - Alanagh - Alani - Alanna - Alannah - Alayna - Alayne |

## Mythologie
Le nom Alain, en grec Ἄλαινος (Alaïnos), et en latin Alaenus, se rencontre également dans l'Antiquité.
Alaïnos (Ἄλαινος) était le demi frère de Diomède (fils de Tydée et de Deïphyle), il fut l'amant d'Évippé, fille de Daunus.
Alaïnos (Ἄλαινος) est cité au vers 619 de l'Alexandra du poète épique Lycophron : 
« Κρίσει δ' Αλαίνου τοῦ κασιγνήτου σφαλείς » ("Krisei d'Alaïnou tou kasignêtou sphaleis") : "ayant été trompé par le jugement de son frère Alaïnos".

## Personnalités portant ce prénom
- Pour l'ensemble des articles sur les personnes portant ce prénom, consulter :
  - la liste des articles dont le titre commence par ce prénom
  - les listes produites par Wikidata : Liste des personnes de prénom « Alain » — même liste en incluant les éventuels prénoms composés qui contiennent « Alain ».

### Saints chrétiens
- Alain de Lavaur (VIIe siècle), ou Elan,  honoré à Lavaur, dans la région d'Albi, patron de la cathédrale de l'ancien évêché de Lavaur ; pourrait être la même personne que saint Amand de Maastricht ; fêté le 25 novembre.
- Alan VIe siècle-VIIe siècle, évêque de Quimper ; fêté le 27 décembre.
- Alain de La Roche XVe siècle, Bienheureux, fêté le 9 septembre.

### Souverains, ducs et comtes de Bretagne
- Alain le Grand
- Alain Barbetorte
- Alain III
- Alain IV Fergent
- Alain Cagnart, comte de Cornouaille († 1058)

## Sources et références
- (fr) Alain (prénom), article de La Mémoire du Québec